# Baisikeli Ugunduzi

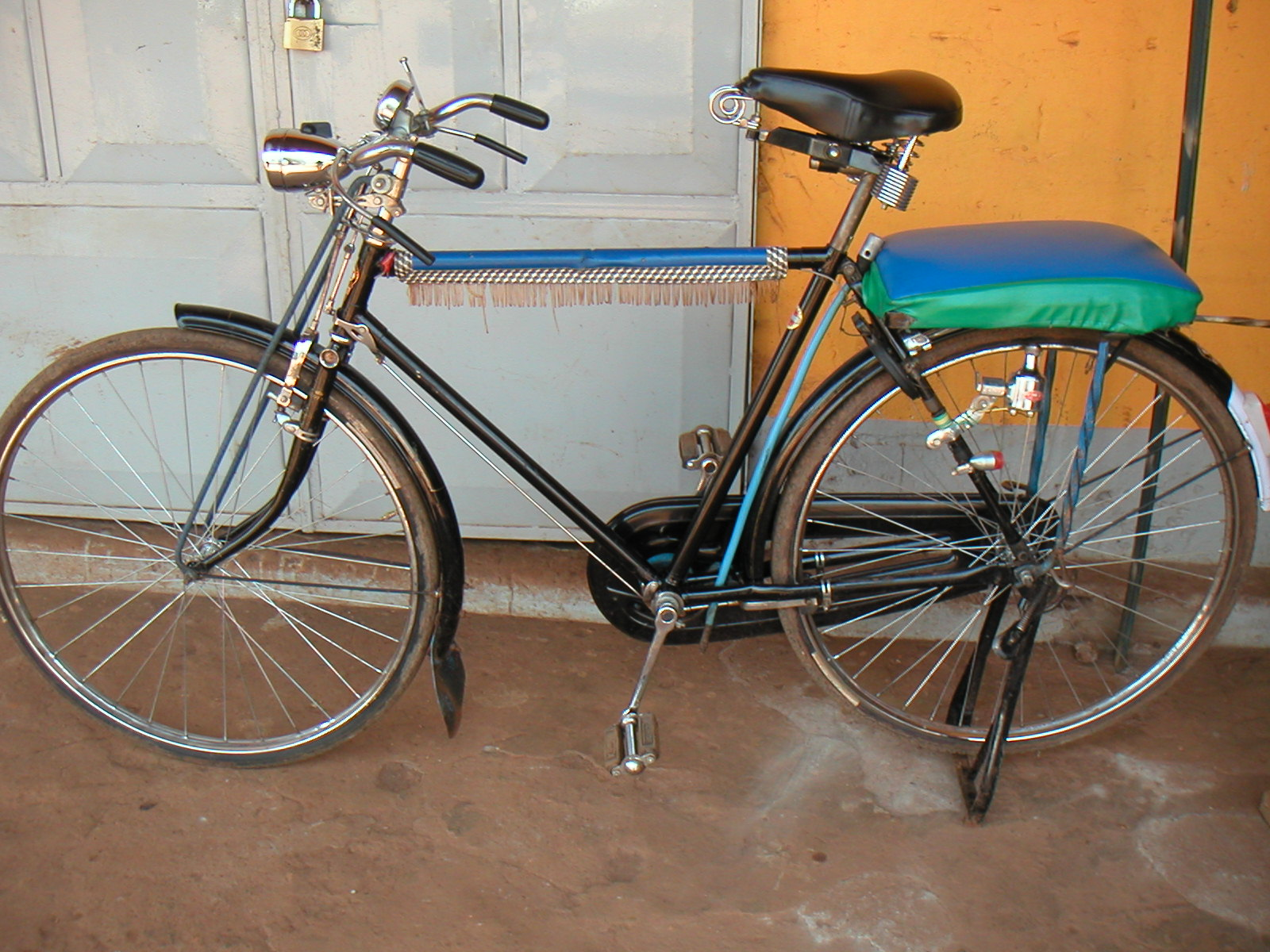
Bicicleta Boda Boda em Masindi, Uganda (2009).

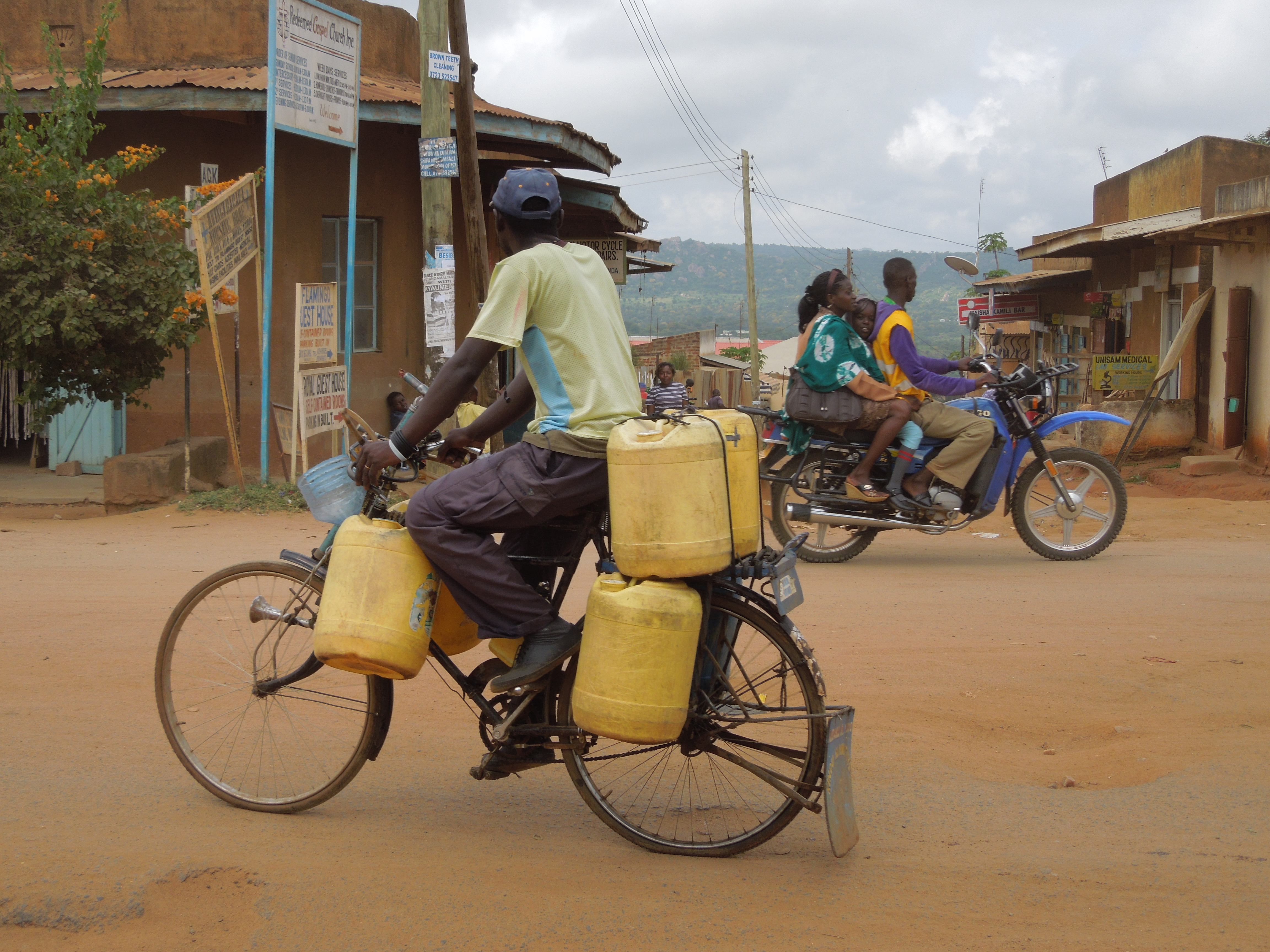
Bicicleta de trabalho em Mwingi, Quénia (2013).

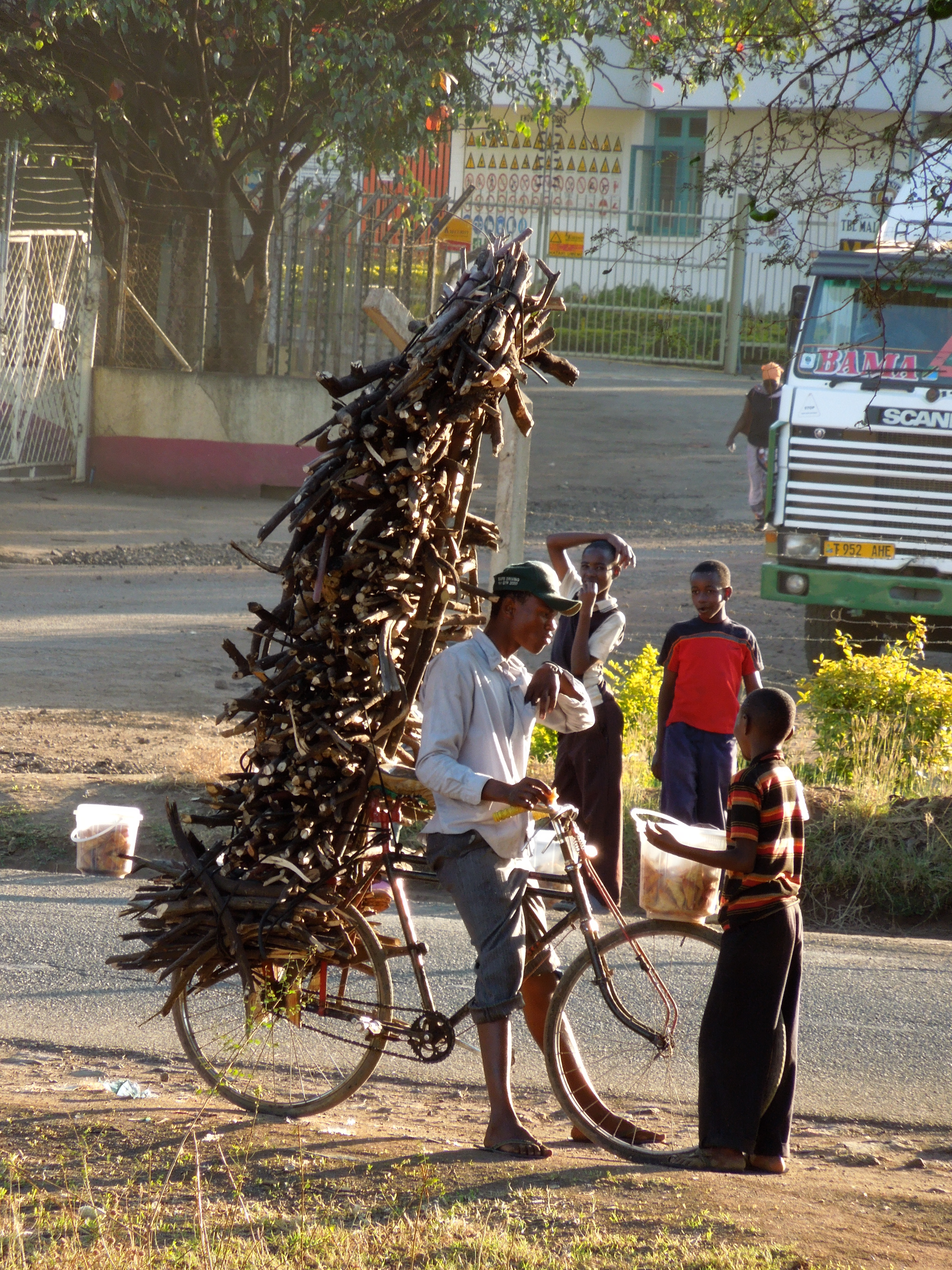
Bicicleta de trabalho em Moshi, Tanzânia (2013).

Baisikeli Ugunduzi é uma empresa social com fins lucrativos especializada em componentes de bicicletas para o mercado da África Subsaariana. Baisikeli Ugunduzi significa bicicletas inovadoras ou modernas em suaíli. Foi fundada no inverno de 2011 por Ben Mitchell, que possui um mestrado em engenharia mecânica e atualmente está a fazer o seu doutoramento na Michigan Technological University e John Gershenson, professor de engenharia mecânica na MTU. Baisikeli Ugunduzi está sediada em Kitale, Quénia, África. É considerado um empreendimento social com fins lucrativos, onde desenvolve produtos centrados no ser humano, que visam aumentar a renda dos boda boda, que dependem da bicicleta como meio de subsistência.

## Financiamento
Baisikeli Ugunduzi recebeu US$100.000 em financiamento de estágio 1 do Development Innovation Ventures (DIV) da USAID. A empresa ganhou o primeiro lugar no Concurso de Novos Empreendimentos da Universidade Central de Michigan, no valor de US$ 30.000, mais US$ 10.000 adicionais para Melhor Empreendimento Social, foi premiada como "Top 40 Projetos 2012" no Desafio de Inovação Social da Dell, e foi semifinalista para uma Bolsa Echoing Green. Uma campanha para arrecadar US$ 40.000 em 40 dias no Indiegogo, no entanto, não teve sucesso. Em abril de 2014, a Baisikeli Ugunduzi ficou em terceiro lugar no Global Social Venture Challenge, onde recebeu US$ 7.500.

## Produto
O seu primeiro produto é uma câmara de ar de substituição para pneu de bicicleta feita de um material elástico, chamado Milele Tube, que não pode ficar furada. Milele significa para sempre em suaíli. É uma peça sólida e cilíndrica de material elástico que substitui a câmara de ar padrão e pode ser cortada no comprimento para se ajustar a qualquer tamanho de pneu. Ela é feitoa com três níveis de firmeza diferentes. Há uma câmara macia para o pneu dianteiro, que transporta menos carga total; uma câmara média para cargas leves no pneu traseiro; e uma câmara firme para cargas pesadas, como passageiros ou carga. Um piloto de teste usou o tubo firme para transportar 200 quilogramas (440 lb) por 100 quilômetros (62 mi). Eles aproximam um tubo pneumático a 65 libras por polegada quadrada (4,5 bar). O primeiro dia de vendas foi 6 de abril de 2013.

## Mercado
Mais de 5 milhões de pessoas na África Subsaariana dependem de bicicletas para ganhar a vida, como os operadores de boda boda, e podem gastar até um quarto dos seus rendimentos apenas para consertar pneus furados. As câmaras de ar tradicionais para bicicletas custam 3 dólares, e a câmara de ar Milele custa pouco mais de 10 dólares, mas podem durar até cinco anos.